# Truyền hình độ nét cực cao

So sánh độ phân giải màn hình 8K UHDTV, 4K UHDTV, HDTV và SDTV

Sơ đồ của các không gian màu CIE 1931 cho thấy các không gian màu Rec. 2020 (UHDTV) trong tam giác bên ngoài và không gian màu Rec. 709 (HDTV) trong tam giác bên trong. Cả hai không gian màu là Rec. Năm 2020 và Rec. 709 sử dụng D65 soi sáng cho các điểm trắng.

Truyền hình độ nét cực cao (hay còn gọi là Super High Vision, Truyền hình HD siêu nét, UltraHD, UHDTV, hoặc UHD) bao gồm 4K UHD (2160p) và 8K UHD (4320p), là hai định dạng video kỹ thuật số được xác định và chấp thuận của Liên minh Viễn thông quốc tế (ITU).
Các Hiệp hội Điện tử tiêu dùng công bố vào ngày 17 Tháng 10 năm 2012, rằng "Ultra High-Definition", hoặc "Ultra HD", được sử dụng cho những màn hình có tỉ lệ nhỏ nhất là 16:9 và ít nhất một đầu vào kỹ thuật số có khả năng mang và trình bày nguồn gốc hình ở độ phân giải tối thiểu là 3840 × 2160 pixel.

## Điều kiện thay thế
Truyền hình độ nét cực cao cũng được gọi là Ultra HD, UHD, và UHDTV. Ở Nhật Bản, 8K UHDTV sẽ được gọi là Super Hi-Vision từ Hi-Vision là thuật ngữ được sử dụng ở Nhật Bản cho HDTV. Trong các thiết bị điện tử tiêu dùng các công ty trên thị trường trước đây chỉ được sử dụng các thuật ngữ 4K tại 2012 quốc tế CES nhưng điều đó đã thay đổi để Ultra HD trong năm 2013 quốc tế CES. Ultra HD giới hạn là một thuật ngữ chung được chọn bởi Hiệp hội Điện tử tiêu dùng sau khi nghiên cứu diện rộng.

## Chi tiết kỹ thuật
Thông số kỹ thuật siêu Hi-Vision:
- Số lượng điểm ảnh 7680x4320
- Tỉ lệ khía cạnh: 16:9
- Khoảng cách xem: 0.75 H
- Góc nhìn: 100°
- Đo màu: Rec. 2020
- Tỉ lệ khung hình: 120 Hz progressive
- Số bit: 12-bits cho mỗi màu RGB
- Hệ thống âm thanh: 22.2 surround sound
  - Tốc độ lấy mẫu: 48/96 kHz
  - Độ dài bit: 16/20/24 bit
  - Số kênh: 24 ch
    - Lớp trên: 9 ch
    - Lớp giữa: 10 ch
    - Lớp thấp: 3 ch
    - LFE: 2 ch
- Tỉ lệ bit video: 144 Gbit/s

### Độ phân giải
Độ phân giải của UHDTV được định nghĩa là:
- 4K UHDTV (2160p) là 3840 pixel rộng, 2.160 pixel cao (8,29 megapixel), gấp bốn lần so với những điểm ảnh như 1920x1080 (2,07 megapixel).
- 8K UHDTV (4320p) là 7680 pixels rộng, 4320 pixel cao (33,18 megapixel), gấp mười sáu lần so với những điểm ảnh như hiện nay 1080p HDTV, gần với mức độ chi tiết của 15/70 mm IMAX.[4][13][14] NHK ủng hộ định dạng 8K UHDTV với 22.2 Super Hi-Vision.555.

Các hậu tố "p" ở 2160p và 4320p là viết tắt của progressive scan hoặc không interlaced.

### Không gian màu và tỉ lệ khung hình
Các Rec. 2020 (UHDTV) màu sắc không gian có thể tái tạo màu sắc mà không thể được hiển thị với các Rec. 709 (HDTV) không gian màu. Khi giao dịch với CIE 1931 không gian màu bao phủ, các Rec. 2020 không gian màu sắc bao gồm 75,8%, các rạp chiếu phim kỹ thuật số tham chiếu không gian màu chiếu bao gồm 53,6%, các không gian màu Adobe RGB bao gồm 52,1%, và Rec. 709 màu sắc không gian bao gồm 35,9%. Rec. 2020 cho phép tỷ lệ khung hình lên đến 120 khung hình mỗi giây (fps).

## Lịch sử

### 2001–2011

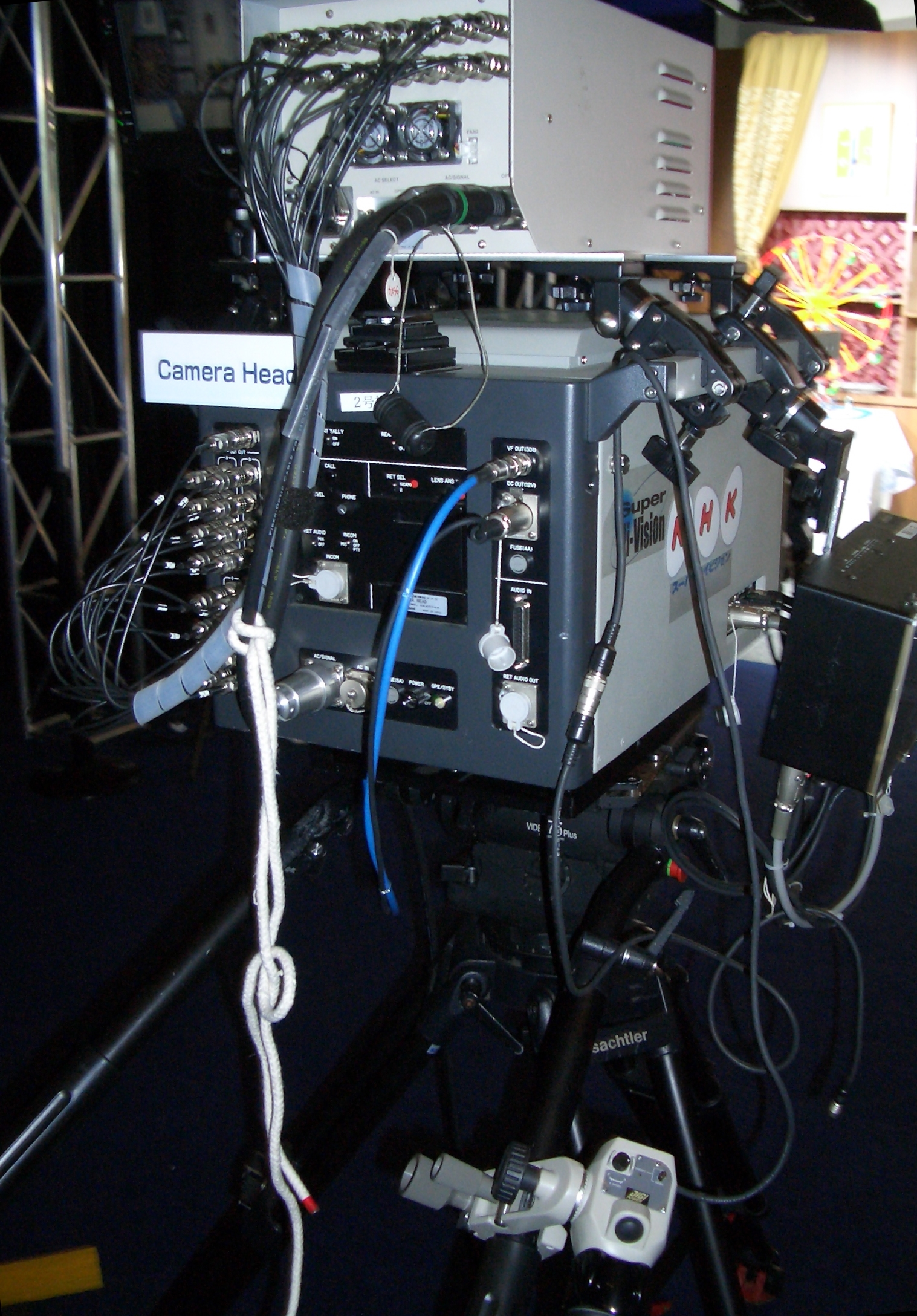
Đầu máy thử nghiệm (2006)

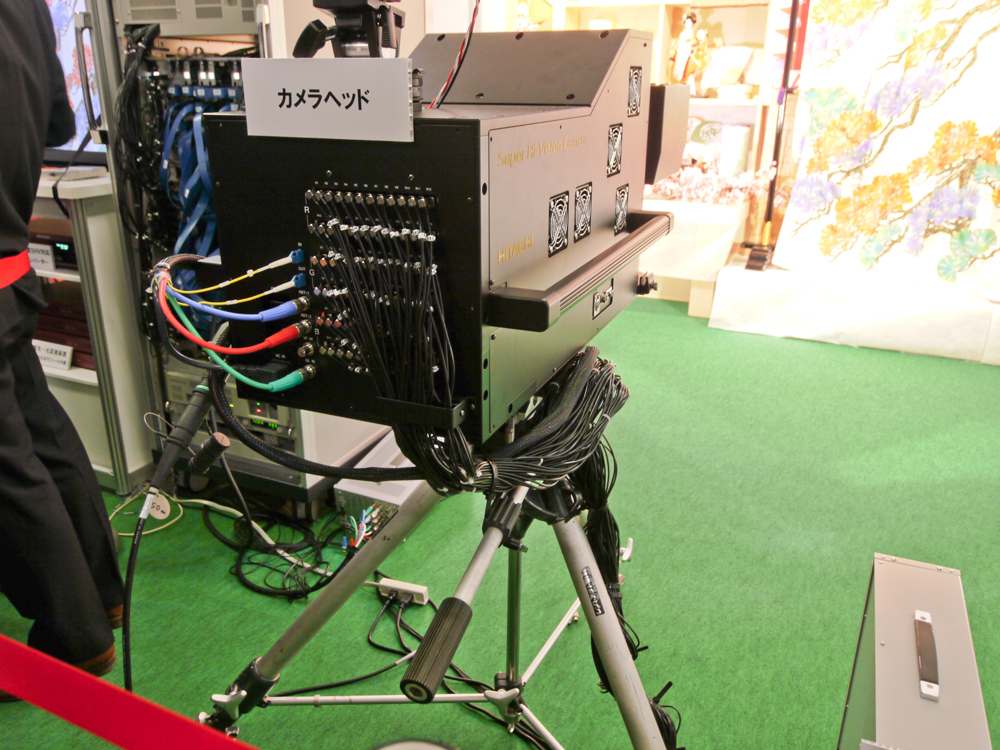
Đầu máy thử nghiệm (2009)

IBM giới thiệu màn hình sản xuất UHDTV đầu tiên, IBM T220, trong tháng 6 năm 2001 với định dạng gốc 3840x2400. được sản xuất bởi IDTech. Cải thiện mô hình tiếp theo về với IBM T221 như số mô hình cơ sở, đã được giới thiệu trong những năm tiếp theo.
NHK nghiên cứu xây dựng nguyên mẫu UHDTV riêng mà họ thể hiện trong năm 2003. Họ đã sử dụng một mảng của 16 ghi HDTV với tổng công suất gần 3,5 TB mà có thể chụp lên đến 18 phút của đoạn phim thử nghiệm. Chiếc máy ảnh này tự nó đã được xây dựng với bốn 2,5 inch (64 mm) CCD, đều có một độ phân giải chỉ 3840x2048. Sử dụng hai CCD cho màu xanh lá cây và một trong mỗi cho màu đỏ và màu xanh, sau đó họ sử dụng một phương pháp bù đắp điểm ảnh không gian để đưa nó đến 7680x4320. Sau đó, một hệ thống được cải thiện và nhỏ gọn hơn được xây dựng bằng cách sử dụng công nghệ cảm biến hình ảnh CMOS. và các hệ thống cảm biến hình ảnh CMOS đã được chứng minh tại Expo 2005, Aichi, Nhật Bản, hội nghị NAB 2006 và NAB 2007, Las Vegas, tại IBC 2006 và IBC 2008, Amsterdam, Hà Lan, và CES 2009. Một đánh giá của các bản demo NAB 2006 đã được công bố trong một bản tin điện tử Cá nhân tại NHK và các nơi khác dự án về khung thời gian cho đến UHDTV có sẵn trong nhà trong nước dao động từ 2015-2020 nhưng Nhật Bản có thể có được nó trong khung thời gian năm 2016.
Ngày 02 Tháng 11 năm 2006, NHK đã chứng minh một tiếp sức sống của một chương trình UHDTV hơn 260 cây số (km) khoảng cách của một mạng cáp quang. Sử dụng tốc độ 24 Gbit/s đã đạt được với tổng cộng 16 tín hiệu bước sóng khác nhau.
ONgày 31 Tháng 12 năm 2006, NHK đã chứng minh một tiếp sức sống của hàng năm của họ Kōhaku Uta Gassen qua IP từ Tokyo đến màn hình 450 in (11.4 m) ở Osaka. Sử dụng một bộ giải mã được phát triển bởi NHK, đoạn video đã được nén từ 24 Gbit / s đến 180-600 Mbit / s và âm thanh được nén từ 28 Mbit / s đến 28/07 Mbit / s Trong 20 phút phát sóng sẽ yêu cầu khoảng 4 TB dung lượng lưu trữ.
Các SMPTE đầu tiên phát hành Tiêu chuẩn 2036 cho UHDTV trong năm 2007. UHDTV được định nghĩa là có hai mức độ được gọi là UHDTV1 (3840 × 2160 hoặc 4K UHDTV) và UHDTV2 (7680x4320 hoặc 8K UHDTV).
Vào tháng 5 năm 2007, NHK đã làm một cuộc biểu tình trong nhà tại NHK Open House trong đó một tín hiệu UHDTV (7680x4320 ở 60 fps) được nén đến 250 Mbit / s dòng MPEG2. Các tín hiệu đầu vào là một ban nhạc rộng 300 MHz modulator và phát sóng bằng cách sử dụng 500 MHz QPSK điều chế. Điều này "trong không gian" truyền đã có một phạm vi rất hạn chế (ít hơn 2 mét), nhưng cho thấy tính khả thi của một truyền hình vệ tinh trong quỹ đạo 36.000 km
Trong năm 2008, Aptina Imaging công bố sự ra đời của một cảm biến hình ảnh CMOS mới được thiết kế đặc biệt cho các dự án NHK UHDTV. Trong IBC 2008 của Nhật Bản NHK, Italia RAI, BSkyB, Sony, Samsung, Panasonic Corporation, tập đoàn Sharp và Toshiba (với đối tác khác nhau) đã chứng minh lần đầu tiên công chúng truyền trực tiếp của UHDTV, từ London đến trang web hội nghị ở Amsterdam.
Ngày 29 Tháng 9 năm 2010, các NHK hợp tác và ghi lại The Charlatans sống ở Anh trong các định dạng UHDTV, trước khi phát sóng qua internet đến Nhật Bản.
Ngày 19 tháng 5 năm 2011, SHARP phối hợp với NHK chứng minh trực tiếp xem 85 in (220 cm) màn hình LCD có khả năng 7680 × 4320 pixel ở 10 bit trên mỗi điểm ảnh. Đó là trực tiếp đầu tiên nhìn thấy màn hình SHV tương thích sẽ được phát hành.
Trước năm 2011, UHDTV cho phép tốc độ khung hình 24, 25, 50, và 60 fps. Trong một cuộc họp ITU-R trong năm 2011, một tỷ lệ khung hình bổ sung được thêm vào UHDTV 120 fps.

### 2012
Ngày 23 tháng 2 năm 2012, NHK công bố rằng với Đại học Shizuoka họ đã phát triển một bộ cảm biến 8K có thể quay video 120 fps.
Vào tháng 4 năm 2012, NHK (phối hợp với Panasonic) công bố một trong 145 (370 cm) hiển thị (7680 × 4320 tại 60 fps), trong đó có 33,2 triệu 0,417 mm pixel vuông.
Vào tháng 4 năm 2012, bốn đài truyền hình mặt đất Hàn Quốc chính (KBS, MBC, SBS, và EBS) thông báo rằng trong tương lai, họ sẽ bắt đầu phát sóng thử nghiệm của UHDTV trên kênh 66 trong Seoul  Tại thời điểm thông báo, các chi tiết kỹ thuật UHDTV vẫn chưa được quyết định. LG Electronics và Samsung cũng sẽ được tham gia vào các chương trình phát sóng thử nghiệm của UHDTV.
Trong tháng 5 năm 2012, NHK cho thấy camera vác vai siêu độ nét cao đầu tiên trên thế giới. Bằng cách giảm kích thước và trọng lượng của máy ảnh, tính di động đã được cải thiện, làm cho nó cơ động hơn so với nguyên mẫu trước, vì vậy nó có thể được sử dụng trong một loạt các tình huống chụp. Các cảm biến duy nhất-chip sử dụng một bộ lọc màu Bayer mảng, mà chỉ có một thành phần màu được mua mỗi pixel. Các nhà nghiên cứu tại NHK cũng đã phát triển một chất lượng cao lên- Chuyển đổi, trong đó ước tính các thành phần hai màu khác để chuyển đổi đầu ra thành video độ phân giải đầy đủ.
ACũng tháng 5 năm 2012, NHK cho thấy các siêu độ nét cao hệ thống hình ảnh nó đã được phát triển cùng với Đại học Shizuoka, mà đầu ra của đoạn video 33,2-megapixel ở 120 fps với độ sâu màu 12 bit. Như siêu chương trình phát sóng độ nét cao ở độ phân giải đầy đủ được thiết kế cho, màn hình treo tường có kích thước lớn, có khả năng là đối tượng chuyển động nhanh có thể không được rõ ràng khi bắn ở 60 fps, vì vậy tùy chọn của 120 fps đã được chuẩn hóa cho những tình huống này. Để xử lý các cảm biến đầu ra khoảng 4 tỷ điểm ảnh mỗi giây với tốc độ dữ liệu cao như 51,2 Gbit / s, một chuyển đổi sang số analog nhanh hơn đã được phát triển để xử lý các dữ liệu từ các điểm ảnh, và sau đó một cao mạch đầu ra tốc độ phân phối các tín hiệu kỹ thuật số kết quả vào 96 kênh song song. Điều này 1.5 in (38 mm) cảm biến CMOS là nhỏ hơn và sử dụng ít năng lượng hơn so với các cảm biến siêu độ nét cao thông thường, và nó cũng là đầu tiên trên thế giới hỗ trợ kỹ thuật đầy đủ của tiêu chuẩn siêu độ nét cao.
Tại Thế vận hội mùa hè 2012 ở Vương quốc Anh, định dạng được công khai trình diễn của đài truyền hình lớn nhất thế giới BBC, trong đó thiết lập 15 mét màn hình rộng ở London, Glasgow, và Bradford để cho phép người xem xem các trò chơi trong siêu độ nét cao.
Ngày 31 tháng 5 năm 2012 Sony phát hành máy chiếu 3D VPL-VW1000ES 4K đầu tiên của thế giới máy chiếu tiêu dùng prosumer sử dụng hệ thống 4K UHDTV, với màn trập kính công nghệ 3D stereoscopic giá US $ 24.999,99.
Ngày 22 Tháng 8 năm 2012, LG đã công bố trên thế giới UHDTV 3D đầu tiên sử dụng hệ thống 4K.
Ngày 23 tháng 8 năm 2012, UHDTV được chính thức chấp thuận như một tiêu chuẩn của Liên minh viễn thông quốc tế (ITU), chuẩn 4K và 8K cả nghị quyết cho các định dạng trong phân giải ITU-R Recommendation BT.2020.
Ngày 15 Tháng 9 năm 2012, David Wood, Phó giám đốc của EBU Công nghệ và Phát triển Khoa (người chủ trì nhóm làm việc ITU đã tạo ra Rec. 2020), nói với The Hollywood Reporter rằng Hàn Quốc có kế hoạch để bắt đầu chương trình phát sóng thử nghiệm 4K UHDTV năm tiếp theo. Wood cũng cho rằng, nhiều đài truyền hình có ý kiến cho rằng đi từ HDTV để 8K UHDTV là quá nhiều của một bước nhảy vọt và rằng nó sẽ được tốt hơn để bắt đầu với 4K UHDTV. Trong một bài báo Masakazu Iwaki, quản lý cấp cao NHK nghiên cứu, nói rằng kế hoạch NHK để đi với 8K UHDTV là vì lý do kinh tế kể từ khi trực tiếp đi đến 8K UHDTV sẽ tránh một quá trình chuyển đổi bổ sung từ 4K UHDTV để 8K UHDTV.
Ngày 18 tháng 10 năm 2012, các Hiệp hội Điện tử tiêu dùng (CEA) công bố rằng nó đã được nhất trí về bởi một cuộc bỏ phiếu của Hội đồng quản trị Công Leaders của CEA rằng thuật ngữ "Ultra High-Definition", hoặc "Ultra HD", sẽ được sử dụng cho những màn hình có độ phân giải ít nhất 8 megapixel với độ phân giải theo chiều dọc của ít nhất 2.160 pixel và độ phân giải ngang của ít nhất 3.840 pixel. Ultra HD nhãn cũng đòi hỏi màn hình để có một tỉ lệ ít nhất 16x9 và phải có ít nhất một đầu vào kỹ thuật số mà có thể thực hiện và trình bày một tín hiệu video gốc của 3840x2160 mà không cần phải dựa vào một scaler video. Sony công bố rằng sản phẩm 4K của họ sẽ được bán trên thị trường là "4K Ultra High-Definition (4K UHD)".
Ngày 23 tháng 10 năm 2012, Ortus Technology Co., Ltd công bố sự phát triển của 3840x2160 điểm ảnh màn hình LCD nhỏ nhất thế giới với kích thước 9.6 in (24 cm) và mật độ điểm ảnh 458ppi của Các panel LCD được thiết kế cho các thiết bị y tế và thiết bị video chuyên nghiệp.
ONgày 25 Tháng Mười năm 2012, LG Electronics đã bắt đầu bán đầu tiên phẳng Ultra HD hiển thị ở Hoa Kỳ với độ phân giải 3840x2160. Các LG 84LM9600 là một trong 84 (210 cm) phẳng LED màn hình hiển thị LCD -backlit với một mức giá US $ 19,999 mặc dù các cửa hàng bán lẻ đã bán nó cho US $ 16.999. The LG 84LM9600 is a 84 in (210 cm) flat panel LED-backlit LCD display
Ngày 29 tháng 11 năm 2012, Sony công bố 4K Ultra HD Video Player, đó là một máy chủ đĩa cứng cài đặt sẵn với mười 4K 4K phim và một số video clip sẽ được bao gồm với Sony XBR-84X900.
Ngày 30 tháng 11 năm 2012, Red Digital Công ty Máy ảnh Cinema công bố rằng họ đã dùng đơn đặt hàng trước cho Mỹ 1450 $ REDRAY 4K Cinema Player đó là khả năng xuất ra độ phân giải 4K với một 4K màn hình đơn hoặc đến bốn màn hình 1080p bố trí trong bất kỳ cấu hình và kết nối sử dụng bốn kết nối HDMI 1.4. video đầu ra có thể 4K DCI (4096x2160), 4K Ultra HD, độ phân giải 1080p và 720p ở tốc độ khung hình lên đến 60 fps với độ sâu bit lên đến 12-bit với 4: 2:. 2 chroma mẫu phụ  âm thanh đầu ra có thể lên tới 7.1 kênh CNội dung sẽ được phân phối trực tuyến bằng cách sử dụng dịch vụ video ODEMAX lưu trữ bên ngoài có thể được sử dụng kết nối eSATA, Ethernet, USB, hoặc một Secure Digital thẻ nhớ.

### 2013
Ngày 06 tháng 1 năm 2013, các NHK thông báo rằng chương trình phát sóng vệ tinh siêu Hi-Vision có thể bắt đầu ở Nhật Bản vào năm 2016.
Ngày 7 tháng 1 năm 2013, Eutelsat công bố đầu tiên dành riêng 4K siêu kênh HD. Ateme uplinks các H.264 / MPEG-4 AVC kênh để các vệ tinh Eutelsat 10A. Các 4K siêu kênh HD có tỷ lệ khung hình 50 fps và được mã hóa ở 40 Mbit / s. Các kênh truyền bắt đầu vào ngày 08 tháng 1 năm 2013. Cùng ngày Qualcomm CEO Paul Jacobs thông báo rằng thiết bị di động có khả năng chơi và ghi 4K siêu video HD sẽ được phát hành vào năm 2013 bằng cách sử dụng Snapdragon 800 con chip.
Ngày 8 Tháng 1 năm 2013, Broadcom BCM7445 công bố đó là một con chip giải mã HD cực có khả năng giải mã High Efficiency Video Coding (HEVC) lên tới 4096x2160p ở 60 fps.

 Các BCM7445 là 28 nm ARM kiến trúc con chip có khả năng 21.000 Dhrystone MIPS với sản lượng ước tính cho giữa năm 2014.

 Trên THX cùng ngày công bố chương trình "THX 4K Chứng nhận" Ultra màn hình HD.

 Các chứng nhận liên quan đến việc lên đến 600 xét nghiệm và mục tiêu của chương trình là để cho "nội dung xem trên THX Certified siêu HD hiển thị đáp ứng các tiêu chuẩn video chính xác nhất có thể đạt được trong một màn hình TV hàng ngày hôm nay".
Ngày 14 tháng 1 năm 2013, Hiệp hội đĩa Blu-ray tịch Andy Parsons nói rằng một lực lượng đặc nhiệm đã tạo ra ba tháng trước đây đang nghiên cứu một phần mở rộng cho các đĩa Blu-ray đặc điểm kỹ thuật mà có thêm hỗ trợ cho 4K siêu video HD.
Ngày 25 Tháng 1 năm 2013, đài BBC thông báo rằng BBC Natural History Unit sẽ sản xuất Survival đó sẽ là bộ phim truyền hình động vật hoang dã đầu tiên được quay ở độ phân giải 4K. Điều này đã được công bố sau khi BBC đã thử nghiệm với 8k trong Thế vận hội London.
Ngày 27 tháng 1 năm 2013, Asahi Shimbun báo cáo rằng siêu chương trình truyền hình HD 4K sẽ bắt đầu ở Nhật Bản với FIFA World Cup 2014. Bộ Nội vụ và Truyền thông Nhật Bản đã quyết định di chuyển này để kích thích nhu cầu 4K Ultra HD TV.
Ngày 21 tháng 2 năm 2013, Sony đã công bố rằng PlayStation 4 sẽ hỗ trợ độ phân giải 4K đầu ra cho hình ảnh và video, nhưng trò chơi không thể được trả lại ở độ phân giải đó.
Ngày 26 tháng 3 năm 2013, các Ủy ban Hệ thống truyền hình nâng cao (ATSC) công bố một cuộc gọi của các đề xuất cho ATSC 3,0 lớp vật lý trong đó nói rằng kế hoạch này là dành cho các hệ thống để hỗ trợ video với độ phân giải 3840x2160 ở 60 fps.
Ngày 11 Tháng 4 năm 2013, Bulb TV tạo ra bởi doanh nhân nối tiếp Canada Evan Kosiner là đài truyền hình đầu tiên cung cấp một kênh tuyến tính 4K và nội dung VOD cho các công ty truyền hình cáp và vệ tinh ở Bắc Mỹ. TCác kênh được cấp phép bởi Ủy ban Canada Đài phát thanh-Truyền hình và Viễn thông để cung cấp nội dung giáo dục.
Ngày 19 Tháng 4 năm 2013,SES công bố đầu tiên siêu truyền HD sử dụng các tiêu chuẩn HEVC Các truyền có độ phân giải 3840x2160 và tốc độ bit của 20 Mbit / s.
Ngày 09 Tháng 5 năm 2013, NHK và Mitsubishi Electric công bố rằng họ đã cùng nhau phát triển bộ mã hóa HEVC đầu tiên cho 8K Ultra HD TV, mà cũng được gọi là Super Hi-Vision (SHV). Các bộ mã hóa HEVC hỗ trợ 10 tin chính ở cấp 6.1 cho phép nó để mã hóa 10-bit video với độ phân giải 7680x4320 ở 60 fps. Các bộ mã hóa HEVC có 17 3G-SDI và đầu vào sử dụng 17 bảng cho xử lý song song với mỗi bảng mã hóa một hàng 7680x256 pixel để cho phép mã hóa video theo thời gian thực. Các bộ mã hóa HEVC là phù hợp với dự thảo 4 của tiêu chuẩn HEVC và có một tốc độ bit tối đa của 340 Mbit / s. Các bộ mã hóa HEVC đã được thể hiện tại Nghiên cứu Khoa học & Công nghệ NHK Laboratories Open House 2013 diễn ra từ ngày 30 Tháng Năm-Tháng Sáu 2. Tại NHK Open House 2013 encoder HEVC sử dụng một tỷ lệ bit của 85 Mbit / s trong đó cung cấp một tỉ lệ nén 350:1.
Ngày 21 tháng 5 năm 2013, Microsoft công bố Xbox One sẽ hỗ trợ độ phân giải 4K (3840 × 2160) đầu ra video và âm thanh vòm 7.1. Yusuf Mehdi, phó chủ tịch công ty tiếp thị và chiến lược cho Microsoft, đã tuyên bố rằng không có giới hạn phần cứng mà sẽ ngăn chặn Xbox Một trò chơi từ chạy ở độ phân giải 4K.
Ngày 30 tháng 5 năm 2013, IO Eye công bố rằng công nghệ mã hóa của họ đã được cấp phép bởi Sony Pictures Entertainment để cung cấp 4K siêu video HD. IO Eye mã hóa các nội dung video của họ tại 3840x2160 và hỗ trợ cho các xvYCC không gian màu..
Vào giữa năm 2013, một nhà sản xuất truyền hình Trung Quốc sản xuất 50-inch TV UHD đầu tiên chi phí ít hơn $ 1,000
Ngày 11 tháng 6 năm 2013, Comcast thông báo rằng họ đã chứng minh là người đầu tiên công chúng Hoa Kỳ dựa trên giao 4K siêu video HD ở 2013 NCTA show. Các cuộc biểu tình bao gồm các phân đoạn từ Oblivion, Defiance, và nội dung chất được gửi qua một DOCSIS 3.0 mạng.
Vào 13 tháng 6 năm 2013, ESPN công bố rằng họ sẽ kết thúc phát sóng của ESPN 3D kênh vào cuối năm nay và họ sẽ "thử nghiệm những thứ như UHDTV".
Ngày 26 tháng 6 năm 2013, Sharp công bố LC-70UD1U đó là 70 in (180 cm) 4K Ultra HD TV. Các LC-70UD1U là TV đầu tiên trên thế giới với THX 4K chứng nhận.
Ngày 02 tháng 7 năm 2013, Jimmy Kimmel Live! ghi lại trong một buổi biểu diễn của khách mời âm nhạc 4K Ultra HD Karmin và video clip sẽ được sử dụng làm nguyên liệu cuộc biểu tình tại các cửa hàng Sony
Ngày 03 tháng 7 năm 2013, Sony đã công bố việc phát hành của họ 4K Ultra HD Media Player với một mức giá US $ 7,99 cho thuê và US $ 29,99 cho mua. Các 4K Ultra HD Media Player chỉ làm việc với của Sony 4K Ultra HD TV.
Ngày 15 tháng bảy 2013, CEA công bố các ấn phẩm của CEA-861-F là một tiêu chuẩn có thể được sử dụng bởi các giao diện như DVI, HDMI, và LVDS. CEA-861-F cho biết thêm hỗ trợ cho nhiều Ultra HD các định dạng video và không gian màu bổ sung.
Ngày 02 tháng 9 năm 2013 Acer công bố điện thoại thông minh đầu tiên được đặt tên là lỏng S2 có khả năng ghi 4K
Ngày 04 Tháng 9 năm 2013, Diễn đàn HDMI công bố việc phát hành của HDMI 2.0 đặc điểm kỹ thuật mà có thể hỗ trợ độ phân giải 4K ở 60 fps. Trong cùng ngày Panasonic công bố Panasonic TC-L65WT600 đó sẽ là 4K TV đầu tiên hỗ trợ 4K độ phân giải ở 60 fps. The Panasonic TC-L65WT600 will have a 65 in (170 cm) screen, support for DisplayPort 1.2a, support for HDMI 2.0, an expected ship date of October, and a suggested retail price of US$5,999.
Ngày 12 đến ngày 17 tháng 9 năm 2013, tại hội nghị IBC 2013 ở Amsterdam, Nagra giới thiệu một giao diện Ultra HD danh gọi là dự án cực dựa trên HTML 5 mà làm việc với OpenTV 5.
Ngày 04 Tháng Mười năm 2013, DigitalEurope, công bố các yêu cầu cho logo UHD của họ ở châu Âu Các biểu tượng DigitalEurope UHD sẽ yêu cầu màn hình hỗ trợ độ phân giải ít nhất là 3840x2160, một tỉ lệ 16: 9, Rec. 709 (HDTV) không gian màu, 8-bit video, 24p / 25p / 30p / 50p / 60p tốc độ khung hình, và 2 kênh âm thanh.
Ngày 29 tháng 10 năm 2013, Elemental Technologies công bố hỗ trợ cho thời gian thực 4K Ultra HD HEVC xử lý video. Elemental cung cấp video trực tiếp của năm 2013 Osaka Marathon vào ngày 27 tháng 10 năm 2013, trong một quy trình làm việc được thiết kế bởi K-Opticom, một nhà điều hành viễn thông tại Nhật Bản. Bảo hiểm trực tiếp của cuộc đua trong 4K Ultra HD đã có sẵn để người xem tại Trung tâm triển lãm quốc tế tại Osaka. Truyền này của 4K Ultra HD HEVC video trong thời gian thực là một ngành công nghiệp đầu tiên.
ONgày 28 Tháng 11 năm 2013, Ban tổ chức Thế vận hội Olympic Mùa đông XXII và XI Paralympic mùa đông 2014 tại Sochi trưởng Dmitri Chernyshenko nói rằng Olympic Winter Games 2014 sẽ được quay tại 8K Siêu Hi-Vision.
Ngày 25 tháng 12 năm 2013, YouTube thêm một "2160p 4K" tùy chọn để chơi Video của nó. Trước đây, một du khách đã chọn "nguyên bản" thiết lập trong trình đơn chất lượng video để xem video ở độ phân giải 4K. Với thiết lập mới, người dùng YouTube có thể dễ dàng hơn xác định và chơi video 4K.
Ngày 30 tháng 12 năm 2013, Samsung đã thông báo sẵn có của 110-inch Ultra HDTV cho các đơn đặt hàng tùy chỉnh, làm lớn nhất thế giới này Ultra HDTV cho đến nay

### 2014
Ngày 22 tháng 1 năm 2014, Đài thiên văn Nam châu Âu đã trở thành các tổ chức khoa học đầu tiên cung cấp siêu cảnh quay HD đều đặn.
Ngày 06 tháng 5 năm 2014, Pháp đã thông báo thử nghiệm DVB-T2 tại Paris cho Ultra HD HEVC phát sóng với mục tiêu để thay thế vào năm 2020, hiện nay DVB-T MPEG4 phát sóng quốc gia HD.
Ngày 26 tháng 5 năm 2014, khai thác vệ tinh Eutelsat công bố
 ra mắt đầu tiên siêu kênh HD bản demo của châu Âu trong HEVC, phát sóng tại 50 khung hình / giây. Các kênh có sẵn trên Hot Bird vệ tinh và có thể được theo dõi bởi người xem với TV 4k được trang bị với Bộ Điều DVB-S2 và HEVC giải mã.
Vào tháng 6 năm 2014, FIFA World Cup năm đó (tổ chức tại Brazil) đã trở thành người đầu tiên được quay hoàn toàn trong Ultra HD, bởi Sony. Các Broadcasting Liên minh châu Âu (EBU) trận đấu phát sóng của FIFA World Cup trong mắt khán giả Bắc Mỹ, Mỹ Latin, châu Âu và châu Á trong Ultra HD qua SES ' NSS-7 và SES-6 vệ tinh. Ấn Độ cung cấp dịch vụ truyền hình vệ tinh ra mắt của nó có kế hoạch để khởi động dịch vụ UHD 4k đầu vào năm 2015 và trình diễn live FIFA World Cup quý trận đấu cuối cùng trong UHD 4k qua Sony Entertainment Television Sony SIX.
Ngày 24 tháng 6 năm 2014, các CEA thông báo rằng nó đã được cập nhật các hướng dẫn cho Ultra High-Definition và phát hành hướng dẫn cho Connected Ultra High-Definition có thêm hỗ trợ cho video internet sử dụng mang HEVC. Các CEA đang phát triển một UHD logo cho sử dụng tự nguyện bởi các công ty có sản phẩm đáp ứng các nguyên tắc CEA Các CEA cũng nói rõ rằng "Ultra High-Definition", "Ultra HD", hoặc "UHD" có thể được sử dụng với các hiệu khác và cho một ví dụ với "Ultra High-Definition TV 4K".
Ngày 04 Tháng 9 năm 2014, Canon Inc công bố rằng với một nâng cấp firmware họ sẽ hỗ trợ thêm cho các Rec. Không gian 2020 màu C500 và EOS EOS mô hình máy ảnh C500 PL và màn hình DP-V3010 4K của họ.
Ngày 05 Tháng 9 năm 2014, các Hiệp hội đĩa Blu-ray thông báo rằng 4K đĩa Blu-ray đặc điểm kỹ thuật sẽ hỗ trợ video 4K tại 60 fps, hiệu suất cao Video Coding, các Rec. 2020 không gian màu, dải động cao, và 10-bit độ sâu màu. 4K Blu-ray Disc sẽ có một tốc độ dữ liệu của ít nhất là 50 Mbit / s và có thể bao gồm hỗ trợ cho đĩa 66/100 GB. 4K Blu-ray Disc sẽ được cấp phép vào mùa xuân hoặc mùa hè năm 2015 và 4K Blu-ray Disc cầu thủ có một ngày phát hành dự kiến vào cuối năm 2015.
Ngày 05 Tháng 9 năm 2014, DigitalEurope phát hành HD biểu tượng cực của họ cho công ty đáp ứng yêu cầu kỹ thuật của họ.
Ngày 11 tháng 9 năm 2014 khai thác vệ tinh SES bố Ultra HD đầu tiên truy cập có điều kiện sử dụng -protected phát sóng DVB tiêu chuẩn tại IBC show ở Amsterdam. Các cuộc biểu tình sử dụng một Samsung Ultra HD TV, với một tiêu chuẩn Kudelski SmarDTV CI Cộng có điều kiện truy cập module, để giải mã tín hiệu HD một siêu đầy đủ 3840x2160 điểm ảnh CAS bảo vệ trong HEVC phát sóng thông qua một SES Astra vệ tinh ở 19.2°E.
Ngày 19 Tháng 11 2014, nhóm nhạc rock Linkin Park buổi hòa nhạc 's tại O2 World Arena của Berlin đã được phát sóng trực tiếp trong Ultra HD qua Astra 19.2°E vệ tinh. Việc phát sóng đã được mã hóa trong các UHD 4K tiêu chuẩn với các codec HEVC (50 khung hình mỗi giây và độ sâu màu 10 bit), và là một doanh nghiệp liên doanh của chủ sở hữu vệ tinh SES, SES Platform Dịch vụ và Samsung.

### 2015
Nhà cung cấp dịch vụ Truyền hình vệ tinh trả tiền Ấn Độ Tata Sky ra mắt dịch vụ UHD và UHD Set Top Box trên 09 Tháng Một năm 2015. Dịch vụ cho 4Kp50 và giá cả của hộp UHD là ₹ 5900 cho khách hàng SD / HD hiện có và ₹ 6400 cho khách hàng mới.

## Lĩnh vực thử nghiệm của UHDTV qua mạng DTT
Các thực nghiệm đã bao gồm những điều sau đây.
| Kiểu   | Quốc gia       | Transmitter site                                              | Gồm có                                                                          | ERP             | Hệ thống DTT | Kênh tần số | Chế độ truyền tải                                          | Công suất   | Tốc độ bit tín hiệu                                  | Chuẩn màn hình                    | Tiêu chuẩn hình ảnh | Tiêu chuẩn âm thanh                                  | TT tần số sử dụng          |
| ------ | -------------- | ------------------------------------------------------------- | ------------------------------------------------------------------------------- | --------------- | ------------ | ----------- | ---------------------------------------------------------- | ----------- | ---------------------------------------------------- | --------------------------------- | --- | ---------------------------------------------------- | -------------------------- |
| 8K-UHD | Nhật Bản       | Trạm NHK Hitoyoshi                                            | Thành phố Hitoyoshi                                                             | 140W(H) 135W(V) | ISDB-T       | 6 MHz       | 32k GI= 1/32 4096QAM FEC 3/4 dual-polarized MIMO           | 91.8 Mb/s   | 91.0 Mb/s                                            | MPEG-4 AVC/H.264                  | 7680 x 4320p 59.94 khung/s 8 bits/pixel                                                                                      | MPEG-4 AAC 384 kb/s                                  | 671 MHz (Ch 46 ở Nhật Bản) |
| 8K-UHD | Hàn Quốc       | Viện nghiên cứu kỹ thuật của Korean Broadcasting System (KBS) | Yeoeuido, Seoul                                                                 | 1 mW(H) 1 mW(V) | -            | 6 MHz       | 2k GI= 1/16 256QAM FEC 3/4 dual-polarized MIMO             | 50.475 Mb/s | 50.0 Mb/s                                            | HEVC                              | - | -                                                    | 785 MHz (Ch 66 ở Hàn Quốc) |
| 4K-UHD | Hàn Quốc       | Núi Kwan-Ak                                                   | Nam vùng thủ đô Seoul                                                           | 36.7 kW         | DVB-T2       | 6 MHz       | 32k chế độ mở rộng GI = 1/16 PP4 256 QAM FEC 3/4, 4/5, 5/6 | < 35.0 Mb/s | Variable (some trials at 25~34 Mb/s)                 | HEVC Main10 Level 5.1 Max 28 Mb/s | 3840x2160p 60 khung/s 8 bits or 10 bits/pixel                                                                                | MPEG-4 AAC-LC hoặc Dolby AC-3 Max 5.1Ch Max 600 kb/s | 761 MHz (Ch 62 ở Hàn Quốc) |
| 4K-UHD | Hàn Quốc       | Núi Kwan-Ak                                                   | Nam vùng thủ đô Seoul                                                           | 12.9 kW         | DVB-T2       | 6 MHz       | 32k chế độ mở rộng GI = 1/16 PP4 256 QAM FEC 3/4, 4/5, 5/6 | < 35.0 Mb/s | Variable (some trials at 25~34 Mb/s)                 | HEVC Main10 Level 5.1 Max 28 Mb/s | 3840x2160p 60 khung/s 8 bits or 10 bits/pixel                                                                                | MPEG-4 AAC-LC hoặc Dolby AC-3 Max 5.1Ch Max 600 kb/s | 701 MHz (Ch 52 ở Hàn Quốc) |
| 4K-UHD | Hàn Quốc       | Núi Kwan-Ak                                                   | Nam vùng thủ đô Seoul                                                           | 40.0 kW         | DVB-T2       | 6 MHz       | 32k chế độ mở rộng GI = 1/16 PP4 256 QAM FEC 3/4, 4/5, 5/6 | < 35.0 Mb/s | Variable (some trials at 25~34 Mb/s)                 | HEVC Main10 Level 5.1 Max 28 Mb/s | 3840x2160p 60 khung/s 8 bits or 10 bits/pixel                                                                                | MPEG-4 AAC-LC hoặc Dolby AC-3 Max 5.1Ch Max 600 kb/s | 707 MHz (Ch 53 ở Hàn Quốc) |
| 4K-UHD | Hàn Quốc       | Núi Nam                                                       | Trung tâm Seoul                                                                 | 2.2 kW          | DVB-T2       | 6 MHz       | 32k chế độ mở rộng GI = 1/16 PP4 256 QAM FEC 3/4, 4/5, 5/6 | < 35.0 Mb/s | Variable (some trials at 25~34 Mb/s)                 | HEVC Main10 Level 5.1 Max 28 Mb/s | 3840x2160p 60 khung/s 8 bits or 10 bits/pixel                                                                                | MPEG-4 AAC-LC hoặc Dolby AC-3 Max 5.1Ch Max 600 kb/s | 761 MHz (Ch 62 ở Hàn Quốc) |
| 4K-UHD | Hàn Quốc       | Núi Yong-Moon                                                 | Tây vùng thủ đô Seoul                                                           | 8.3 kW          | DVB-T2       | 6 MHz       | 32k chế độ mở rộng GI = 1/16 PP4 256 QAM FEC 3/4, 4/5, 5/6 | < 35.0 Mb/s | Variable (some trials at 25~34 Mb/s)                 | HEVC Main10 Level 5.1 Max 28 Mb/s | 3840x2160p 60 khung/s 8 bits or 10 bits/pixel                                                                                | MPEG-4 AAC-LC hoặc Dolby AC-3 Max 5.1Ch Max 600 kb/s | 707 MHz (Ch 53 ở Hàn Quốc) |
| 4K-UHD | Pháp           | Tháp Eiffel                                                   | Thành phố Paris                                                                 | 1 kW            | DVB-T2       | 8 MHz       | 32k chế độ mở rộng, GI = 1/128, 256QAM, FEC2/3, PP7        | 40.2 Mb/s   | Hai chương trình: một là 22.5 Mb/s, một là,17.5 Mb/s | HEVC                              | 3840x2160p, 50 khung/s, 8 bits/pixel                                                                                         | HE-AAC 192 kb/s                                      | 514 MHz (Ch26 ở Vùng 1)    |
| 4K-UHD | Spain          | ETSI Tele-comunicación                                        | Ciudad Universitaria Madrid                                                     | 125W            | DVB-T2       | 8 MHz       | 32k, chế độ mở rộng, GI = 1/128, 64QAM, FEC5/6,,PP7        | 36.72 Mb/s  | 35 Mb/s,(tốc độ bit khác đang thử nghiệm)            | HEVC                              | 3840x2160p, 50 khung/s, 8 bits/pixel                                                                                         | E-AC-3 5.1                                           | 754 MHz,(Ch56 ở Vùng 1)    |
| 4K-UHD | Thụy Điển      | Stockholm Nacka                                               | Thành phố Stockholm                                                             | 35 kW           | DVB-T2       | 8 MHz       | 32k, chế độ mở rộng, GI =,19/256, 256QAM, FEC3/5, PP4      | 31.7 Mb/s   | 24 Mb/s                                              | HEVC                              | 3840x2160p 29.97 khung/s, 8 bits/pixel                                                                                       |                                                      | 618 MHz (Ch 39 ở Vùng 1)   |
| 4K-UHD | Anh            | Crystal Palace                                                | Greater London,(phục vụ hơn 4.5 triệu hộ dân)                                   | 40,kW           | DVB-T2       | 8 MHz       | 32k, chế độ mở rộng, GI = 1/128, 256QAM, FEC 2/3, PP7      | 40.2 Mb/s   | Variable (some trials at 35 Mb/s)                    | HEVC                              | Hỗn hợp của 3840x2160p,50 khung/s và 3840x2160p,59.94 khung/s,hầu hết thử nghiệm tại 8 bits/pixel, một vài tại 10 bits/pixel |                                                      | 586 MHz,(Ch 35 ở Vùng 1)   |
| 4K-UHD | Anh            | Winter Hill                                                   | Tây Bắc-Anh England, bao gồm Manchester và Liverpool (phục vụ 2.7 triệu hộ dân) | 22.5,kW         | DVB-T2       | 8 MHz       | 32k, chế độ mở rộng, GI = 1/128, 256QAM, FEC 2/3, PP7      | 40.2 Mb/s   | Variable (some trials at 35 Mb/s)                    | HEVC                              | Hỗn hợp của 3840x2160p,50 khung/s và 3840x2160p,59.94 khung/s,hầu hết thử nghiệm tại 8 bits/pixel, một vài tại 10 bits/pixel |                                                      | 602 MHz,(Ch 37 ở Vùng 1)   |
| 4K-UHD | Anh            | Black Hill                                                    | Trung tâm Scotland, bao gồm Glasgow và Edinburgh (phục vụ 1 triệu hộ dân)       | 39,kW           | DVB-T2       | 8 MHz       | 32k, chế độ mở rộng, GI = 1/128, 256QAM, FEC 2/3, PP7      | 40.2 Mb/s   | Variable (some trials at 35 Mb/s)                    | HEVC                              | Hỗn hợp của 3840x2160p,50 khung/s và 3840x2160p,59.94 khung/s,hầu hết thử nghiệm tại 8 bits/pixel, một vài tại 10 bits/pixel |                                                      | 586 MHz,(Ch 35 ở Vùng 1)   |
| 4K-UHD | Czech Republic | Žižkov Television Tower                                       | Prague                                                                          | -               | DVB-T2       | 8 MHz       | -                                                          | -           | -                                                    | HEVC                              | 3840x2160p | -                                                    | 706 MHz (Ch50 ở Vùng 1)    |

## Tình hình tiêu chuẩn của UHDTV
Các tiêu chuẩn với UHDTV bao gồm:

### Tiêu chuẩn của ITU-R
Tiêu chuẩn được phê duyệt trong ITU-R:
- Rec. ITU-R BT.1201-1 (2004)[156]
- Rec. ITU-R BT.1769 (2006)[157]
- Rec. ITU-R BT.2020 (2012, sửa đổi năm 2014)[15][158]
- Rec. ITU-R BT.2035-0 (07/13) Một tài liệu tham khảo xem môi trường thẩm định liệu chương trình HDTV hoặc chương trình hoàn thành
- Rec. ITU-R BS.2051-0 (02/14) Hệ thống âm thanh tiên tiến để sản xuất chương trình

Các tài liệu khác được chuẩn bị hoặc đang được chuẩn bị bởi ITU-R:
- Báo cáo ITU-R BT.2246-3 (2014) Tình trạng hiện tại của truyền hình độ nét cực caon
- Dự thảo Báo cáo mới ITU-R BT.[UHDTV-DTT TRIALS] (Sub-Working Group 6A-1) Bộ sưu tập của các thử nghiệm thực địa của UHDTV qua mạng DTT[153]

### Tiêu chuẩn ITU-T và MPEG
Tiêu chuẩn được phát triển trong ITU-T's VCEG và ISO/IEC JTC 1's MPEG hỗ trợ Ultra-HD bao gồm:
- H.265/MPEG-H HEVC High Efficiency Video Coding (2013, revised 2014)
- H.264/MPEG-4 AVC Advanced Video Coding (support for Ultra-HD added circa 2013)

### Tiêu chuẩn trong SMPTE
- SMPTE 2036-1 (2009)[158]
- SMPTE 2036-2 (2008)[159]
- SMPTE 2036-3 (2010)[160]

### Tiêu chuẩn châu Âu
DVB chấp thuận các tiêu chuẩn TS 101 154 v2.1.1, xuất bản (07/2014) trong DVB Blue Book A157 Thông số kỹ thuật cho việc sử dụng của Video và Audio Coding trong các ứng dụng phát thanh truyền hình dựa trên MPEG-2 Transport Stream, được dự kiến sẽ được công bố bởi ETSI trong những tháng tới.

### Tiêu chuẩn đối với Hàn Quốc
Tiêu chuẩn cho UHDTV tại Hàn Quốc đã được phát triển bởi Hiệp hội Công nghệ Viễn thông.
Ngày 30 tháng 8 năm 2013, các kịch bản cho dịch vụ 4K-UHDTV được mô tả trong báo cáo "TTAR 07.0011: Một nghiên cứu về các kịch bản Service UHDTV và cân nhắc của nó".
Ngày tháng năm 22, 2014, báo cáo kỹ thuật "TTAR-07.0013: Terrestrial 4K UHDTV Broadcasting Service" được xuất bản.
Ngày 13 tháng 10 năm 2014, tiêu chuẩn tạm thời - "TTAI.KO-07.0123: Phát và thu tín cho Terrestrial UHDTV Broadcasting Service" - đã được công bố dựa trên HEVC mã hóa, với MPEG 2 TS, và DVB-T2 phục vụ như là tiêu chuẩn.